# Olga Szomańska
Olga Szomańska primo voto Radwan (ur. 18 listopada 1982 we Wrocławiu) – polska wokalistka, autorka tekstów, kompozytorka i aktorka.

## Życiorys
Ukończyła Państwowe Liceum Muzyczne we Wrocławiu. Jest laureatką Konkursu Piosenki Francuskiej w Lubinie, Spotkań Literacko-Muzycznych we Wrocławiu i Festiwalu Piosenki Polskiej lat 60. i 70. w Wyszkowie. 
W 1999 roku została laureatką programu Szansa na sukces, w którym zaśpiewała piosenkę „W moim magicznym domu” z repertuaru Hanny Banaszak. W 2000 występowała na deskach Teatru Muzycznego we Wrocławiu (spektakl Honorificabilitudinitatibus). Rok później znalazła zatrudnienie w Teatrze Muzycznym „Roma” w Warszawie, gdzie występowała w musicalach Miss Saigon oraz Grease. W tym samym czasie wzięła udział w musicalu Kwiaty we włosach. Wspólnie z Markiem Bałatą, Ewą Urygą i zespołem Spirituals Singers Band występowała, jako solistka, w skomponowanej przez Włodzimierza Szomańskiego mszy Missa Gospel’s, wydanej na płycie CD w 2001.
W latach 2003–2015 występowała na deskach teatru Rampa w Warszawie, biorąc udział w wielu inscenizacjach, m.in. „Sztukmistrza z Lublina”, „Złotej kaczki”, „Nie uchodzi, nie uchodzi, czyli Damy i Huzary”, „Sześć w jednej”, „Pińskiej szlachta”. W 2004, wspólnie z Janem Radwanem, zaśpiewała piosenkę do czołówki serialu TV Polsat Pierwsza miłość, a także wystąpiła gościnnie na albumie Wiara czyni cuda chóru gospelowego Trzecia Godzina Dnia.
W 2005 podjęła współpracę z Piotrem Rubikiem, który powierzył jej główną żeńską partię solistyczną w oratorium Tu Es Petrus. Promująca album piosenka „Niech mówią, że to nie jest miłość”, śpiewana przez nią wspólnie z Przemysławem Brannym, została wybrana „Przebojem Lata z Jedynką” podczas Festiwalu Jedynki w Sopocie, zdobyła „SuperJedynkę” na 43. KFPP w Opolu oraz pierwszą nagrodę „TOPTrendy Festiwal” w Sopocie 2007. W 2007 była solistką oratorium Siedem Pieśni Marii. W 2008 zaśpiewała utwór „Jesienne róże” na albumie Cafe Fogg, a także ponownie wystąpiła gościnnie na albumie PS chóru Trzecia Godzina Dnia. W 2010 wzięła udział w ogólnopolskiej trasie widowiska familijnego Scooby Doo i Widmo Piratów na żywo jako Królowa Piratów, a także dołączyła do obsady rock-opery Krzyżacy (w roli Danuśki Jurandówny) oraz widowiska muzycznego Salute to Queen.
W kwietniu 2011 nagrała pierwszy solowy album pt. Nówka, na którym umieściła 13 utworów (w większości autorskich) napisanych z kompozytorem Marcinem Partyką. W latach 2012–2013 współpracowała z katowickim teatrem Old Timers Garage, gdzie wcieliła się w rolę Michelle w polskiej adaptacji kanadyjskiego musicalu The Bricklin Musical – Samochodowa Fantazja. Zagrała także fryzjerkę Paulette w musicalu Legalna Blondynka w Krakowskim Teatrze Variété i Deloris van Cartier w musicalu Zakonnica w przebraniu w Teatrze Muzycznym w Poznaniu. W 2013 zaśpiewała w ścieżce dźwiękowej do animacji Walta Disneya Kraina lodu oraz wykonała utwór „Styl szakala” z kreskówki Lwia Straż. W tym samym roku, wraz z Joanną Moro i Agnieszą Babicz, nagrała album pt. Piosenki Anny German. Od kwietnia 2014 do grudnia 2021 grała Marzenkę Laskowską-Lisiecką w serialu TVP2 M jak miłość. 19 czerwca 2015 wystąpiła w polsko-włoskiej wersji utworu „Vivere” w duecie z Andreą Bocellim, podczas koncertu inauguracyjnego programu „ESK Wrocław 2016” na Stadionie Miejskim we Wrocławiu. 30 lipca 2016 wystąpiła podczas transmitowanego przez TVP koncertu Wierzę w Boże Miłosierdzie na Światowych Dniach Młodzieży. Również w 2016 zajęła drugie miejsce w finale szóstej edycji programu Polsatu Twoja twarz brzmi znajomo; wygrała dwa odcinki programu, dzięki czemu przekazała 20 tys. zł na cele dobroczynne.
W 2018 roku zaczęła występować jako Alexandra Spofford w polskiej wersji musicalu Czarownice z Eastwick w Teatrze Syrena w Warszawie. W 2021 roku wystąpiła w widowisku telewizyjnym pt. Zakochany Mickiewicz (w reżyserii Marcina Kołaczkowskiego). W roku 2023 została kapitanką jednej z drużyn w teleturnieju TVP Wiesz czy nie wiesz?.
W 2023 roku dołączyła do obsady polskojęzycznej wersji musicalu SIX wystawianego w Teatrze Syrena jako Katarzyna Aragońska. Premierę zaplanowano na 9 września 2023.

## Życie prywatne
Córka Włodzimierza Szomańskiego. W latach 2006–2010 była żoną Jana Radwana. Od 2010 związana z reżyserem Marcinem Kołaczkowskim. Ma syna Władysława (ur. 20 sierpnia 2012).

## Dyskografia
- 2001 Missa Gospel's
- 2004 Trzecia Godzina Dnia Wiara czyni cuda
- 2005 oratorium Tu Es Petrus
- 2006 ścieżka dźwiękowa z musicalu Złota Kaczka Teatru Rampa
- 2006 Gospel Rain Startooj
- 2007 oratorium Siedem Pieśni Marii
- 2008 Cafe Fogg (piosenka "Jesienne Róże")
- 2008 Trzecia Godzina Dnia PS
- 2011 Nówka
- 2011 Gospel Rain N live
- 2011 Krzyżacy rock-opera
- 2013 Piosenki Anny German
- 2013 Kraina lodu (Frozen)
- 2016 Gospel Rain Ogień
- 2016 Lwia straż

## Filmografia
- 2004: Pierwsza miłość (wykonanie piosenki do czołówki serialu)
- 2009: Idealny facet dla mojej dziewczyny (wykonanie piosenek)
- 2014–2021: M jak miłość jako Marzenka Laskowska (Lisiecka)
- 2020: Osiecka jako Katarzyna Gärtner
- 2023: Pierwsza miłość jako Adelajda Koczek, asystentka wójta w Wadlewie (odc. 3628, 3629)

## Programy TV
- 2016: Twoja twarz brzmi znajomo – uczestniczka VI edycji programu
- 2018: Big Music Quiz – uczestniczka 5 odcinka